# Luglio Musicale Trapanese

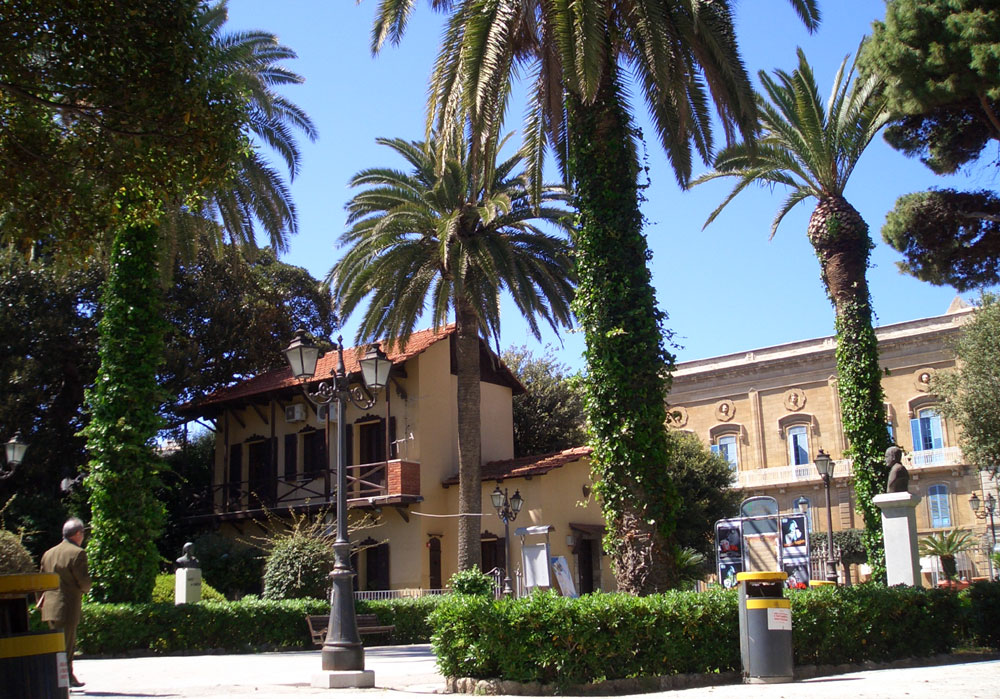
Gli uffici del 'Luglio alla Villa Margherita, che è anche sede delle rappresentazioni

L'Ente Luglio Musicale Trapanese tiene viva la tradizione di Trapani del teatro e della musica operistica, sia nella stagione estiva che invernale, con una serie di rappresentazioni liriche, concertistiche e di prosa.

## Storia
Il "Luglio musicale trapanese" nasce alla fine dell'Ottocento, per il pubblico del teatro Garibaldi di Trapani, che anche d'estate voleva seguire la musica operistica.
Fu scelto come proscenio lo spazio al centro dell'unico sito aperto comunale: la Villa  Margherita. Promotore fu il maestro Giovanni De Santis.

In quegli anni calcarono le scene del "Luglio" uno dei pochi spazi estivi per esibirsi in Italia, tutti i maggiori cantanti, come Enrico Caruso, che, si racconta ancora, fu fischiato dal pubblico [del Teatro "Garibaldi" - (1896)] per una sua incerta esecuzione. Con la distruzione, durante la seconda guerra mondiale, del teatro Garibaldi, restò l'unico spazio culturale della città.
Tornato in auge negli anni cinquanta e sessanta, da quando può ospitare 2.500 spettatori, fu negli anni novanta trasformato in Ente, e si aggiunse anche una stagione, di prosa, invernale, presso il teatro coperto della locale Università. Ai suoi vertici ci sono stati tra gli altri, Michele Megale e Aldo Sarullo.
Organizza il Concorso Internazionale I giovani e l'Opera - Giuseppe Di Stefano, dedicato alle voci nuove.